# Gefle IF
Die Gefle IF, eigentlich Gefle Idrottsförening (deutsch: Gefle Sportvereinigung) ist ein schwedischer Sportverein aus Gävle. Bekannt ist der Verein vor allem für seine Fußballmannschaft, die in der dritthöchsten schwedischen Liga, der Division 1, spielt.

## Geschichte
Gegründet wurde der Verein 1882 als Gefle Sportklubb mit den Abteilungen Schifahren, Schlittschuhlaufen, Rudern und Ballspiel. Etwa anderthalb Monate später wurde der Vereinsname in Gefle IF geändert.

### Fußball

Spielszene aus dem Duell Gefle IF (helle Jerseys) gegen AIK am 1. September 1901

Bereits in den Anfangsjahren machte die Fußballmannschaft von Gefle IF landesweit auf sich aufmerksam, als sie mehrfach den Rosenska Pokalen, einen von Clarence von Rosen gestifteten Pokalwettbewerb, gewinnen konnte. Dabei schlug die Mannschaft 1899 und 1900 den Stockholmer Klub AIK, 1902 gewann die Elf gegen Djurgårdens IF. Auch 1901 stand Gefle IF im Endspiel, das Spiel endete das mit einem 1:1-Unentschieden und da es damals weder eine Verlängerung noch ein Wiederholungsspiel gab, ging der Pokal in diesem Jahr an keinen Verein.
In den 1930er Jahren folgte die nächste erfolgreiche Zeit des Klubs, als die Mannschaft unter Trainer Thure Svensson, vormals schwedischer Nationalspieler, 1933 nach Erfolgen in den Aufstiegsspielen gegen IFK Norrköping erstmals in die Allsvenskan aufsteigen konnte. Nach zwei Spielzeiten – wobei im ersten Jahr der Verein vom Ausschluss von Malmö FF profitierte – musste sie jedoch wieder absteigen. In den folgenden Jahren hielt sich der Verein in der zweiten Liga, ehe nach dem Abstieg in die Drittklassigkeit der Absturz folgte, der die Mannschaft bis 1953 in die vierte Liga führte.
Die erste Hälfte der 1960er Jahre war wiederum vom Erfolg geprägt: 1961 kehrte Gefle IF in die Drittklassigkeit zurück und konnte bereits zwei Jahre später die Rückkehr in die Zweitklassigkeit feiern. Nach der Verpflichtung Sigvard Parlings belegte der Aufsteiger in der Spielzeit 1964 in der Division 2 Norrland den vierten Rang, in der Folgespielzeit gelang mit zwölf Siegen in 18 Spielen der Staffelsieg. In der Aufstiegsrunde scheiterte die Mannschaft sieglos als Tabellenletzter hinter den beiden Aufsteigern GAIS und IK Brage sowie Grimsås IF. Da nach dem verpassten Aufstieg etliche Spieler den Klub verließen, kam es zu einem Bruch, der bereits in der anschließenden Spielzeit zum erneuten Abstieg in die dritte Liga führte.
Nach etlichen Jahren in unteren Ligen schloss sich Gefle IF nach Ende der Spielzeit 1978 mit Brynäs IF zu einer Spielgemeinschaft zusammen und trat unter dem Namen Gefle IF/Brynäs in der dritten Liga an. Ohne Niederlage gewann die Mannschaft 1979 die Meisterschaft in der Division 3 Södra Norrland und nachdem der Name wieder auf Gefle IF reduziert worden war, erreichte sie die 1982 die Relegationsspiele zur Allsvenskan. Nach zwei Siegen über Kalmar FF meldete sich Gefle IF nach fast fünfzig Jahren Unterbrechung in der Erstklassigkeit zurück, erneut dauerte der Aufenthalt nur zwei Jahre, da die Mannschaft in der Spielzeit 1984 aufgrund des schlechteren Torverhältnisses gegenüber den punktgleichen Östers IF und IF Elfsborg den letzten Tabellenrang belegte.
In den Jahren nach dem Abstieg pendelte Gefle IF zwischen zweiten und drittem Spielniveau. 1999 verpasste die Mannschaft bei der Zusammenlegung der beiden Zweitligastaffeln zur neuen Superettan in den Entscheidungsspielen nach einem torlosen Auswärtsremis und einem 2:2-Unentschieden auf eigenem Platz aufgrund der Auswärtstorregel gegen FC Café Opera die Qualifikation. In der dritten Liga wurde die Staffel dominiert und nach zwei Erfolgen über IF Brommapojkarna erreichte die Mannschaft die zweite Liga. Dort spielte sie direkt um den Aufstieg, der im Jahr 2001 als Tabellenvierter nur knapp verpasst wurde. Nach zwei Jahren im Mittelfeld der Liga gelang in der Spielzeit 2004 hinter BK Häcken die Vizemeisterschaft, die den erneuten Aufstieg in die Allsvenskan bedeutete.
In der Erstligaspielzeit 2005 kämpfte Gefle IF um den Klassenerhalt, der als Tabellenelfter bewerkstelligt wurde. Aufgrund der Fair-Play-Wertung der UEFA, die Schweden als Sieger anführte, nahm die Mannschaft in der Saison 2006/07 dennoch erstmals am UEFA-Pokal teil. Dort schied sie jedoch nach einer Heimniederlage und einem Unentschieden gegen den walisischen Vertreter AFC Llanelli bereits in der 1. Qualifikationsrunde aus. Auch in den folgenden Jahren belegte der Klub Plätze in der zweiten Tabellenhälfte, konnte aber im Gegensatz zu den früheren Erstligaaufenthalten längere Zeit die Klasse halten.
Im Sommer 2010 qualifizierte sich Gefle IF als Sieger der Fair-Play-Wertung in der Spielzeit 2009 abermals für den Europapokal.
Vor der Saison 2011 galt Gefle IF als Abstiegskandidat. Zur Saisonmitte stand das Team auf dem vierten Tabellenplatz. Torhüter Mattias Hugosson blieb über 700 Minuten ohne Gegentor, die zweitlängste Serie in der Geschichte der Allsvenskan. Gefle beendete die Saison  auf dem Rang neun.
Nach neun Jahren als Cheftrainer verließ Per Olsson am Ende der Saison 2013 den Klub. Die folgende Spielzeit beendete Gefle auf dem 14. Tabellenplatz und sicherte sich erst nach zwei Relegationsspielen gegen Ljungskile SK den Klassenerhalt.
Nach einem zehnten Platz 2015 musste der Klub trotz sieben ungeschlagener Spiele am Ende der Saison die höchsten Spielklasse nach zwölf Jahren verlassen. 2018 stieg der Klub auch aus der Superettan in die drittklassige Division 1 ab. Nach vier Jahren in der Division 1 sicherte sich Gefle IF zwei Spieltage vor Saisonende 2022 den Aufstieg in die Superettan.

### Europapokalbilanz
| Saison  | Wettbewerb         | Runde                  | Gegner               | Gesamt | Hin     | Rück    |
| ------- | ------------------ | ---------------------- | -------------------- | ------ | ------- | ------- |
| 2006/07 | UEFA-Pokal         | 1. Qualifikationsrunde | AFC Llanelli         | 1:2    | 1:2 (H) | 0:0 (A) |
| 2010/11 | UEFA Europa League | 1. Qualifikationsrunde | NSÍ Runavík          | 4:1    | 2:0 (A) | 2:1 (H) |
| 2010/11 | UEFA Europa League | 2. Qualifikationsrunde | Dinamo Tiflis        | 2:4    | 1:2 (H) | 1:2 (A) |
| 2013/14 | UEFA Europa League | 1. Qualifikationsrunde | JK Trans Narva       | 8:1    | 3:0 (A) | 5:1 (H) |
| 2013/14 | UEFA Europa League | 2. Qualifikationsrunde | Anorthosis Famagusta | 4:3    | 0:3 (A) | 4:0 (H) |
| 2013/14 | UEFA Europa League | 3. Qualifikationsrunde | Qarabağ Ağdam        | 0:3    | 0:1 (A) | 0:2 (H) |

Gesamtbilanz: 12 Spiele, 5 Siege, 1 Unentschieden, 6 Niederlagen, 19:14 Tore (Tordifferenz +5)

### Leichtathletik

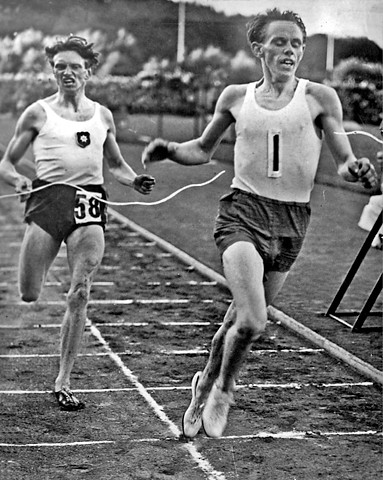
Gunder Hägg (rechts) läuft am 1. Juli 1942 in 4:06,2 Weltrekord über eine englische Meile

Bereits in den Anfangsjahren des Vereins stellte er mehrere herausragende Leichtathleten. Neben mehrfachen schwedischen Meistern gehörte mit Josef Ternström ein Goldmedaillengewinner bei Olympischen Sommerspielen dem Verein an. Bei den Olympischen Spielen 1912 in Stockholm gelang ihm mit der Mannschaft im Querfeldeinlauf der Olympiasieg, zudem gelang es ihm 1914 als erstem Menschen beim Hindernislauf unter zehn Minuten zu bleiben. Auch später gelangen Vereinsmitgliedern wie Ingvar Bengtsson, Henry Eriksson, Gunder Hägg oder Claes Rahm nationale wie internationale Erfolge.

### Eishockey
Die Eishockeyabteilung des Vereins nahm in der Saison 1945 an der damals noch im Pokal-Modus ausgetragenen schwedischen Meisterschaft teil.

## Trainer
- Stefan Lundin (1982–1983, 1992–1996)

## Spieler
- Dioh Williams (2014–)